# Eugene Parker (basket-ball)
Pour les articles homonymes, voir Eugene Parker.
Eugene Parker, né le 24 février 1956, à Fort Wayne, dans l'Indiana, et mort le 31 mars 2016 dans la même ville, est un ancien joueur américain de basket-ball. Il évolue durant sa carrière au poste d'ailier, avant de devenir agent de joueurs de NFL, tels que Deion Sanders, Emmitt Smith et Hines Ward.